# Väversunda
Väversunda is een plaatsje in de gemeente Vadstena in Östergötland in Zweden.
Jöns Jacob Berzelius, een van de grondleggers van de moderne scheikunde, werd geboren in Väversunda.